# Gillian Welch

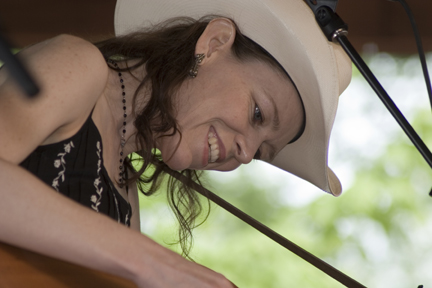
Gillian Welch (2006)

Gillian Welch ([ˈɡɪliən ˈwɛltʃ], * 2. Oktober 1967 in New York City) ist eine US-amerikanische Songwriterin, die dem Alternative Country zugerechnet wird. Neben Alison Krauss gehört sie zu den Erneuererinnen des Country-Stils Bluegrass. Sie orientiert sich an einer traditionellen Spielweise, die sie als American Primitive bezeichnet, ist jedoch auch vom Lebensgefühl der Rockmusik beeinflusst.

## Leben
Welch wuchs in Los Angeles auf, wohin sie mit ihren Adoptiveltern, die als Komponisten für Fernsehproduktionen in Hollywood arbeiteten, im Alter von vier Jahren gezogen war. Mit sieben Jahren begann sie Gitarre zu spielen. Sie bekam einen Studienplatz an der Princeton University, aber schrieb sich dann an der University of California, Santa Cruz ein. In der lebendigen Musikszene der Universitätsstadt, die unter anderem die Band Camper Van Beethoven hervorbrachte, entdeckte Welch den Bluegrass. Nachdem sie kurzzeitig bei einer lokalen Band gespielt hatte, zog Welch nach Boston, um am Berklee College of Music zu studieren. Hier lernte sie auch David Rawlings kennen, der bis heute ihr fester musikalischer Partner ist. 1992 zogen sie gemeinsam nach Nashville, um eine Musikkarriere aufzubauen. Hier traf sie den Musiker und Produzenten T-Bone Burnett, der schon Alben von Künstlern wie Los Lobos, Sam Phillips, Counting Crows und Elvis Costello produziert hatte. 1996 erschien ihr erstes Album Revival, das 1997 für einen Grammy Award als Best Contemporary Folk Album nominiert wurde. In Europa wurde sie vor allem durch ihre Beteiligung am Soundtrack des Films O Brother, Where Art Thou? – Eine Mississippi-Odyssee von Ethan und Joel Coen bekannt. 2004 tourte sie im Vorprogramm von Norah Jones. 2010 war Gillian Welch mit David Rawlings' Solo-Projekt „Dave Rawlings Machine“ auf Tour. Unter anderem arbeitete sie auch mit Ryan Adams und zuletzt mit The Decemberists zusammen.

Das Album All The Good Times – unter dem Namen beider Musiker, Gillian Welch & David Rawlings, veröffentlicht – wurde 2021 mit dem Grammy Award der Sparte „Best Folk Album“ ausgezeichnet.

## Diskografie

### Studioalben
| Jahr | Titel                    | Höchstplatzierung, Gesamtwochen, AuszeichnungChartplatzierungen (Jahr, Titel, Platzierungen, Wochen, Auszeichnungen, Anmerkungen) | Höchstplatzierung, Gesamtwochen, AuszeichnungChartplatzierungen (Jahr, Titel, Platzierungen, Wochen, Auszeichnungen, Anmerkungen) | Höchstplatzierung, Gesamtwochen, AuszeichnungChartplatzierungen (Jahr, Titel, Platzierungen, Wochen, Auszeichnungen, Anmerkungen) | Anmerkungen                                                |
| Jahr | Titel                    | CH | UK | US | Anmerkungen                                                |
| ---- | ------------------------ | --- | --- | --- | ---------------------------------------------------------- |
| 1998 | Hell Among the Yearlings | — | — | US181 (1 Wo.)US | Erstveröffentlichung: 28. Juli 1998                        |
| 2001 | Time (The Revelator)     | — | — | US157 (3 Wo.)US | Erstveröffentlichung: 31. Juli 2001                        |
| 2003 | Soul Journey             | — | UK65 (1 Wo.)UK | US107 (3 Wo.)US | Erstveröffentlichung: 3. Juni 2003                         |
| 2011 | The Harrow & The Harvest | — | UK25 (3 Wo.)UK | US20 (11 Wo.)US | Erstveröffentlichung: 28. Juni 2011                        |
| 2024 | Woodland                 | CH74 (1 Wo.)CH | — | — | Erstveröffentlichung: 29. November 2024 mit David Rawlings |

Weitere Alben
- 1996: Revival
- 2002: The Revelator Collection (DVD: 3 Videos, 9 Live Performances; directed by: Mark Seliger)
- 2016: Boots No. 1 - The Official Revival Bootleg
- 2021: All The Good Times

Beteiligung an Alben anderer Künstler, Tribute-Alben etc. (Auswahl):
- 2000: Music from the motion picture: O Brother, Where Art Thou?
- 2001: Live concert performances by the artists & musicians of O Brother, Where Art Thou?: Down From The Mountain
- 2001: Avalon Blues - A tribute to the music of Mississippi John Hurt
- 2009: Dave Rawlings Machine: A Friend Of A Friend
- 2010: Jerry Lee Lewis: Mean old man
- 2015: Dave Rawlings Machine: Nashville Obsolete
- 2015: Celebrating the music of Inside Llewyn Davis: Another Day Another Time
- 2017: Dave Rawlings: Poor David's Almanack